# Atlas of Living Australia
L'Atlas of Living Australia (ALA) est un référentiel en ligne d'informations sur les plantes, les animaux et les champignons australiens,.

## Historique
Son développement a commencé en 2006. L'Organisation de recherche scientifique et industrielle du Commonwealth (CSIRO) est une organisation très impliquée dans le développement de l'ALA.

## Utilisation
L'ALA est utilisé pour aider à évaluer la pertinence des projets de revégétalisation en déterminant la vulnérabilité des espèces aux changements climatiques et atmosphériques.